# نظرية الخلط الجغرافي
نظرية الخلط الجغرافي أو الخلطية كانت عبارة عن مفهوم عنصري متأصل في أوروبا في فترة عصر النهضة. وبشكل مختصر، كانت "تنص على أن التنوعات في الطوبوغرافيا والمناخ أدى إلى إنتاج تنوعات في السمات القومية: (ويلسون 133).
من http://muse.jhu.edu.proxy.binghamton.edu/journals/shakespeare_quarterly/v057/57.2floyd-wilson.html
وقد تضمن ذلك على أن «...الطريقة الشائعة في بدايات العصور الحديثة لفهم الطبيعة البشرية... من خلال تحليل كيفية تغيير الأجساد الأوروبية نتيجة التواجد في مناخ واحد دون غيره - بعض الأوروبيين، خصوصًا أولئك الموجودين في المناخ الشمالي البارد، مثل المناطق الإنجليزية والاسكتلندية، وأولئك الموجودين في المناطق الجنوبية، مثل أولئك الموجودين بالقرب من سواحل إفريقيا المدارية، تغيرت أجسامهم بشكل كافٍ بسبب العوامل البيئية كي تصبح معية أخلاقيًا ومتهالكة جسديًا» (أبولافيا، في برنارد، الفقرة 7). وقد كان الخلط الجغرافي، في جزء منه، مبررًا فلسفيًا للزحف الاستعماري على «العالم الجديد.»
من: http://www.history.ac.uk/reviews/paper/burnardt.html